# 나카고촌 (지바현 인바군)
나카고촌(中郷村)은 지바현 인바군에 설치되었던 촌이다. 현재의 나리타시 중부에 해당한다.